# Automatische Wähleinrichtung für Datenverbindungen

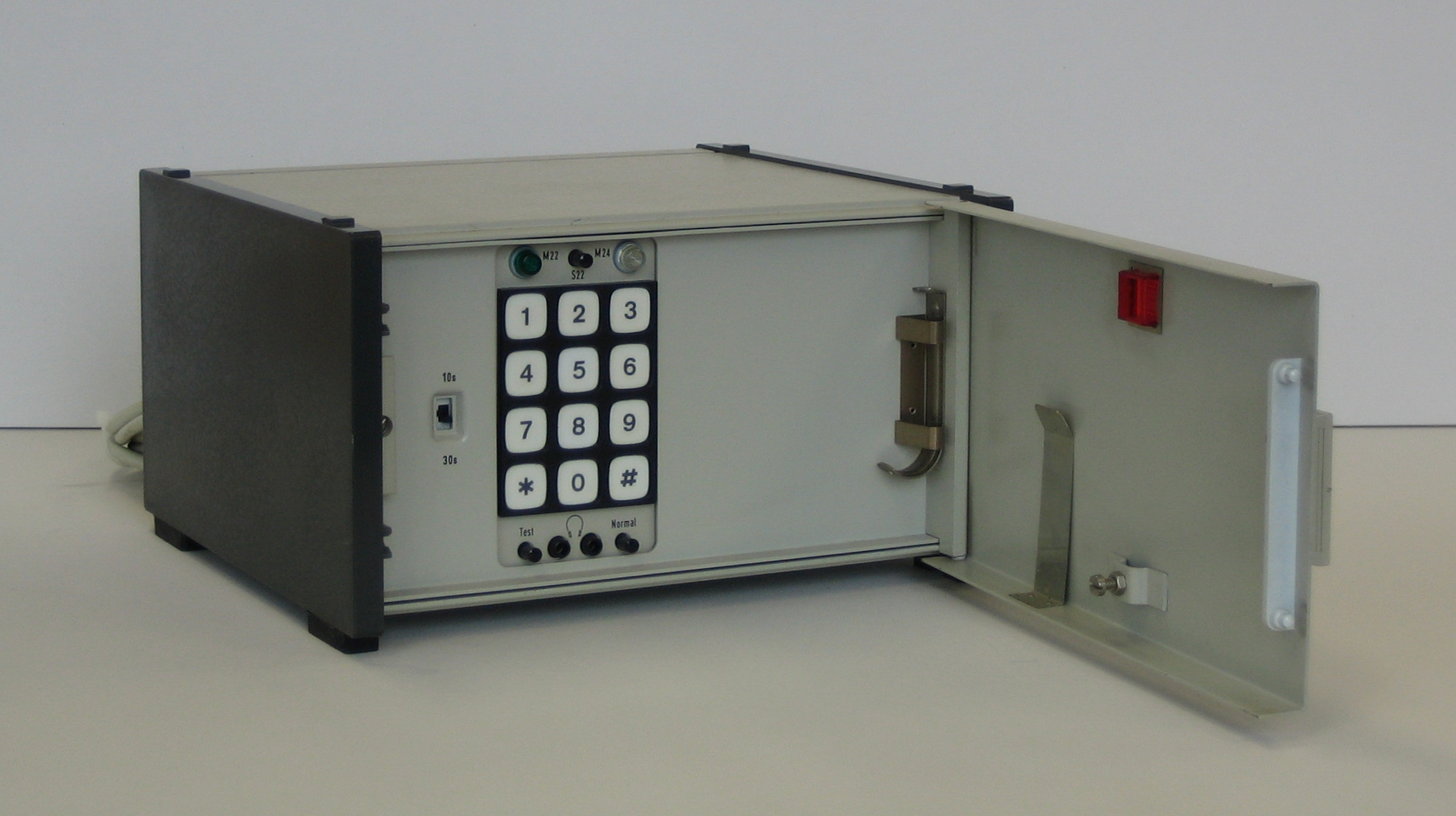
AWD (Baujahr 1978), Deckel zu Testzwecken geöffnet

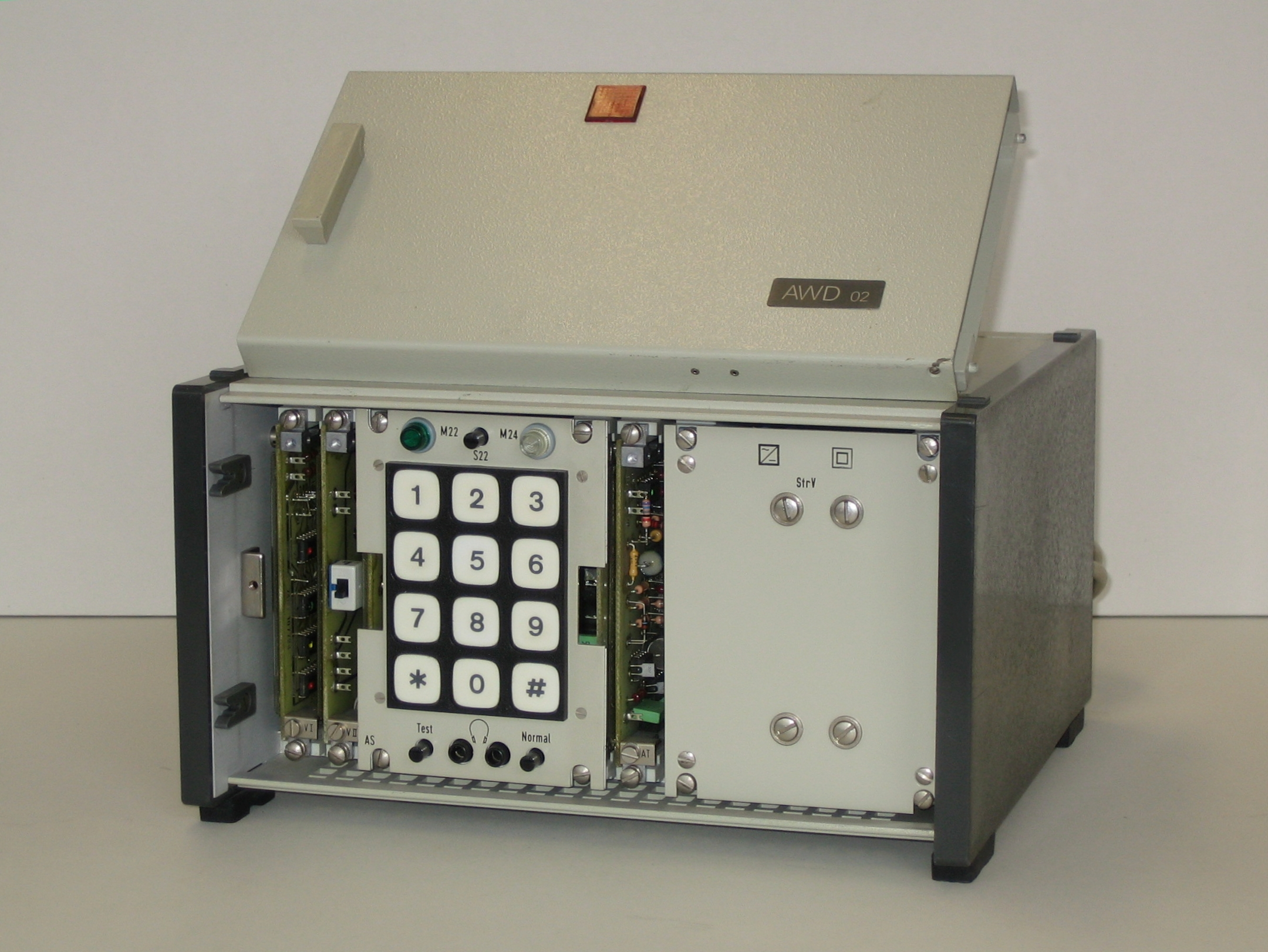
AWD, Gerät geöffnet

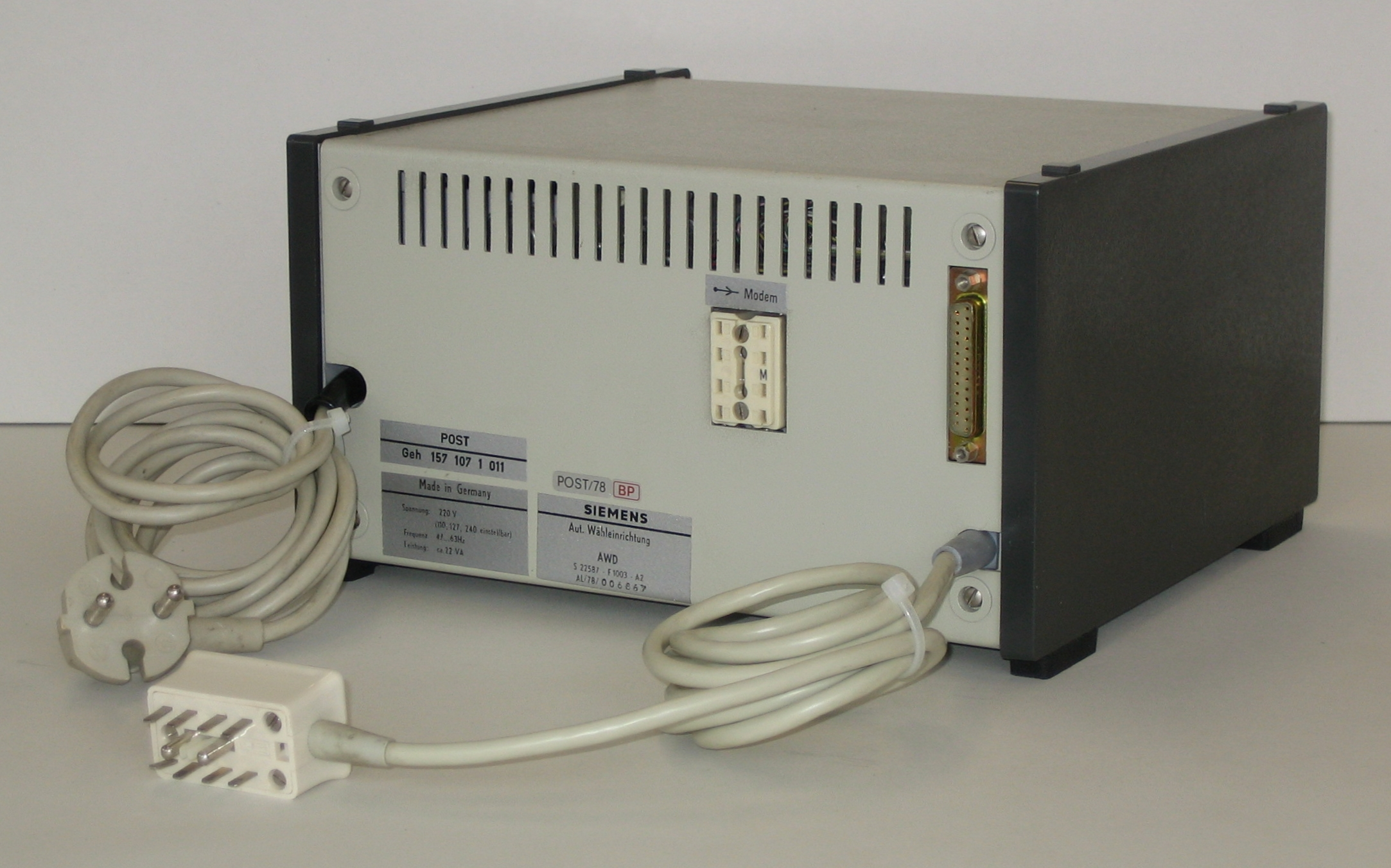
AWD, Rückseite
Zu sehen ist die Schnittstelle zur Steuerung und Anschlussdose und -stecker zum Einschleifen in die Anschlussleitung

Eine Automatische Wähleinrichtung für Datenverbindungen (AWD) kann ohne manuellen Eingriff eines Menschen automatisch eine Modemverbindung aufbauen.

## Allgemeines
Eine AWD ermöglicht selbst nicht wahlfähigen Telefonmodems einen automatischen Verbindungsaufbau im Telefonnetz zu einem beliebigen Kommunikationspartner. Diese Wähleinrichtung kann ein eigenständiges Gerät oder eine Softwarefunktion innerhalb eines Modems sein. Manche Modems vor 1990 konnten durch eine Zusatzplatine mit dieser Möglichkeit nachgerüstet werden. Eine solche Ergänzungsplatine kostete 1982 eine zusätzliche Grundgebühr von 30 DM.
In der Anfangszeit der Computertechnik Mitte der 1950er-Jahre wurden Großrechner oft über einfache Bediengeräte (Terminals) gesteuert. Die Länge der Verbindung zwischen Terminal und Großrechner konnte je nach verwendeter Schnittstelle meist nur wenige Dutzend Meter betragen. Eine häufig verwendete Schnittstelle wurde in der amerikanischen Norm RS 232 beschrieben, an einem handelsüblichen PC häufig als COMx bezeichnet. Die Internationale Fernmeldeunion empfahl hingegen eine Schnittstelle nach V.24 mit mehr Schnittstellenleitungen und Funktionen.
Bei größeren Entfernungen wurde eine Standleitung benutzt, die Umwandlung der Signale zwischen Terminal und Großrechner übernahm ein Modem. Ein Modem war ursprünglich ein einfaches Gerät zur Datenübertragung zwischen zwei festen Punkten.
Für Heimarbeitsplätze oder zum Zweck der Fernwartung konnte nicht zu jedem Terminal eine Standleitung geschaltet werden oder ein Terminal sollte auf verschiedene Großrechner zugreifen können. Eine alternative Verbindungsmöglichkeit zur Standleitung war die Wählleitung über das öffentliche Telefonnetz, bei der die Verbindung temporär mittels eines Wählvorgangs auf- und abgebaut wird.
Die bestehenden Modems konnten allerdings selbständig keine Verbindungen aufbauen. In Deutschland wurde der gewünschte Anschluss manuell vom Benutzer durch ein Telefon angewählt, nach Erreichen des Modems der Gegenstelle (erkennbar durch den Antwortton von 2100 Hz) wurde durch Drücken der Datentaste das Telefon von der Leitung getrennt und das Modem angeschaltet. Die weitere Kommunikation übernahm das Modem.
Dieser manuelle Verbindungsaufbau konnte durch eine AWD automatisiert werden. Das Gerät wurde dazu in die Anschlussleitung zwischen Modem und Anschlussdose eingeschleift und simulierte damit ein Telefon mit Datentaste.
Der Aufbau einer Verbindung über eine AWD wurde durch eine eigene Schnittstelle gesteuert.
Obwohl ursprünglich nicht dafür entwickelt, hatten auch einige Datenfernschaltgeräte und ISDN-Terminaladapter die Schnittstelle einer automatischen Wähleinrichtung.
Der größte Nachteil einer AWD war der Bedarf an einer zusätzlichen Schnittstelle, während Alternativen (siehe unten) die Wahlinformationen über die Datenleitungen übertrugen.
Eine AWD ist nicht mit einem WAD (Wählautomat für Datenverbindungen) zu verwechseln, dieser kann nur fest vorgegebene Rufnummern anwählen.

## Geschichte

### International (CCITT)
Die Beschreibung der Abläufe einer AWD wurde 1968 vom CCITT (heutiger Name ITU-T) in der Empfehlung V.25 veröffentlicht.
Die notwendigen Schnittstellenleitungen einer AWD wurden innerhalb der Empfehlung V.24 (erste Version 1964) ab der Ziffer 200 durchnummeriert; die für eine Datenübertragung benötigten Schnittstellen beginnen ab der Ziffer 100.
Eine AWD benötigt eine eigene Schnittstelle zum Verbindungsaufbau, mechanisch ist es eine 25-polige ISO-2110-Buchse; die elektrischen Werte entsprechen der Empfehlung V.28. Die von dem US-amerikanischen Unternehmerverband Electronic Industries Alliance (EIA) verbreitete Norm EIA-232 (früher RS-232) kennt keine Funktionen zum Verbindungsaufbau.
Um 1995 wurde die V.25 überarbeitet, der abgehende automatische Verbindungsaufbau wurde ersatzlos gestrichen.
Die Signalisierung einer automatisch angenommenen Modemverbindung durch den Antwortton von 2100 Hz gibt es noch heute.
Die Besonderheit einer AWD ist die parallel kodierte Übergabe der Wahlzeichen auf vier Schnittstellenleitungen gleichzeitig, auch für Reaktionen des Vermittlungsnetzes (gerufene Station angeschaltet/besetzt usw.) gibt es eigene Leitungen.
AWDs mit paralleler Zeichenübergabe haben heute keine Bedeutung mehr.

## Verwendete Schnittstellenleitungen der V.24
Die deutsche Norm DIN 66020-1 entspricht der V.24 vom Stand 1996. Das Verbindungssteuerungsverfahren einer AWD ist in der DIN 66021-4 beschrieben.
| V.24-Schnittstellen der 200er-Serie                                              | V.24-Schnittstellen der 200er-Serie | V.24-Schnittstellen der 200er-Serie | V.24-Schnittstellen der 200er-Serie | V.24-Schnittstellen der 200er-Serie |
| ITU                                                                              | DIN                                 | Beschreibung                        | Beschreibung                        | Kontakt ISO 2110                    |
| ITU                                                                              | DIN                                 | ITU-T V.24                          | DIN 66020-1                         | Kontakt ISO 2110                    |
| -------------------------------------------------------------------------------- | ----------------------------------- | ----------------------------------- | ----------------------------------- | ----------------------------------- |
| Erdleitung (Rückleitungen, Masseverbindung) zwischen Datenendeinrichtung und AWD |                                     |                                     |                                     |                                     |
| 201                                                                              | E22                                 | Signal ground or common return      | Betriebserde                        | 7                                   |
| Wählzeichenübergabe in Richtung einer AWD                                        |                                     |                                     |                                     |                                     |
| 206                                                                              | W21                                 | Digit signal (20)                   | Wählbit 1                           | 14                                  |
| 207                                                                              | W22                                 | Digit signal (21)                   | Wählbit 2                           | 15                                  |
| 208                                                                              | W23                                 | Digit signal (22)                   | Wählbit 3                           | 16                                  |
| 209                                                                              | W24                                 | Digit signal (23)                   | Wählbit 4                           | 17                                  |
| Steuerleitungen in Richtung einer AWD                                            |                                     |                                     |                                     |                                     |
| 202                                                                              | S21                                 | Call request                        | Übertragungsleitung belegen         | 4                                   |
| 211                                                                              | S22                                 | Digit present                       | Wählzeichen übernehmen              | 2                                   |
| Meldeleitungen einer AWD                                                         |                                     |                                     |                                     |                                     |
| 203                                                                              | M21                                 | Data line occupied                  | Übertragungsleitung belegt          | 22                                  |
| 210                                                                              | M22                                 | Present next digit                  | Wählzeichenübernahmebereitschaft    | 5                                   |
| 205                                                                              | M23                                 | Abandon call                        | Wahl erfolglos                      | 3                                   |
| 204                                                                              | M24                                 | Distant station connected           | Gerufene Station angeschaltet       | 13                                  |
| 213                                                                              | M25                                 | Power indication                    | Funktionsbereitschaft               | 6                                   |

## Parallele Kodierung der Wählzeichen
Die in der V.24 genannten Bitkombinationen für Wählzeichen sind ursprünglich für den Verbindungsaufbau im Fernsprechnetz entwickelt worden; sie wurden für die Nutzung in Datennetzen erweitert. Diese zusätzlichen Zeichen sind erwähnt in der ITU-T-Empfehlung X.21bis (siehe auch DIN 66244-2), die den Gebrauch von synchron arbeitenden Datenendeinrichtungen mit V-Schnittstellen in öffentlichen Datennetzen beschreibt. In Deutschland war dies das Datex-L-Netz.
Es gibt folgende Sonderzeichen: „EON“ (End of Number) beendet die Zeichenübergabe im Telefonnetz; in Datennetzen ist es das „+“. Das Zeichen „SEP“ (Separation) erzeugt eine Pause von einer Sekunde, die beliebig oft in die Wahlziffern eingefügt werden kann. Die vier anderen Bitkombinationen werden in Datennetzen genutzt.
Die Nachbildung einer Erdtaste zur Amtsholung gibt es nicht, deshalb ist die Nutzung einer AWD an vielen älteren TK-Anlagen nicht möglich.
| Kodierung der Wählzeichen; Schnittstellenbezeichnungen oben: ITU-T, unten: DIN | Kodierung der Wählzeichen; Schnittstellenbezeichnungen oben: ITU-T, unten: DIN | Kodierung der Wählzeichen; Schnittstellenbezeichnungen oben: ITU-T, unten: DIN | Kodierung der Wählzeichen; Schnittstellenbezeichnungen oben: ITU-T, unten: DIN | Kodierung der Wählzeichen; Schnittstellenbezeichnungen oben: ITU-T, unten: DIN | Kodierung der Wählzeichen; Schnittstellenbezeichnungen oben: ITU-T, unten: DIN | Kodierung der Wählzeichen; Schnittstellenbezeichnungen oben: ITU-T, unten: DIN | Kodierung der Wählzeichen; Schnittstellenbezeichnungen oben: ITU-T, unten: DIN | Kodierung der Wählzeichen; Schnittstellenbezeichnungen oben: ITU-T, unten: DIN | Kodierung der Wählzeichen; Schnittstellenbezeichnungen oben: ITU-T, unten: DIN | Kodierung der Wählzeichen; Schnittstellenbezeichnungen oben: ITU-T, unten: DIN | Kodierung der Wählzeichen; Schnittstellenbezeichnungen oben: ITU-T, unten: DIN | Kodierung der Wählzeichen; Schnittstellenbezeichnungen oben: ITU-T, unten: DIN | Kodierung der Wählzeichen; Schnittstellenbezeichnungen oben: ITU-T, unten: DIN | Kodierung der Wählzeichen; Schnittstellenbezeichnungen oben: ITU-T, unten: DIN |
| Wähl- zeichen                                                                  | 209 W24                                                                        | 208 W23                                                                        | 207 W22                                                                        | 206 W21                                                                        | Wähl- zeichen                                                                  | 209 W24                                                                        | 208 W23                                                                        | 207 W22                                                                        | 206 W21                                                                        | Wähl- zeichen                                                                  | 209 W24                                                                        | 208 W23                                                                        | 207 W22                                                                        | 206 W21                                                                        |
| ------------------------------------------------------------------------------ | ------------------------------------------------------------------------------ | ------------------------------------------------------------------------------ | ------------------------------------------------------------------------------ | ------------------------------------------------------------------------------ | ------------------------------------------------------------------------------ | ------------------------------------------------------------------------------ | ------------------------------------------------------------------------------ | ------------------------------------------------------------------------------ | ------------------------------------------------------------------------------ | ------------------------------------------------------------------------------ | ------------------------------------------------------------------------------ | ------------------------------------------------------------------------------ | ------------------------------------------------------------------------------ | ------------------------------------------------------------------------------ |
| Wählzeichen für Modems auf analogen Fernsprechleitungen                        | Wählzeichen für Modems auf analogen Fernsprechleitungen                        | Wählzeichen für Modems auf analogen Fernsprechleitungen                        | Wählzeichen für Modems auf analogen Fernsprechleitungen                        | Wählzeichen für Modems auf analogen Fernsprechleitungen                        | Wählzeichen für Modems auf analogen Fernsprechleitungen                        | Wählzeichen für Modems auf analogen Fernsprechleitungen                        | Wählzeichen für Modems auf analogen Fernsprechleitungen                        | Wählzeichen für Modems auf analogen Fernsprechleitungen                        | Wählzeichen für Modems auf analogen Fernsprechleitungen                        | Sonderzeichen für Datennetze                                                   | Sonderzeichen für Datennetze                                                   | Sonderzeichen für Datennetze                                                   | Sonderzeichen für Datennetze                                                   | Sonderzeichen für Datennetze                                                   |
| 0                                                                              | 0                                                                              | 0                                                                              | 0                                                                              | 0                                                                              | 6                                                                              | 0                                                                              | 1                                                                              | 1                                                                              | 0                                                                              | +                                                                              | 1                                                                              | 1                                                                              | 0                                                                              | 0                                                                              |
| 1                                                                              | 0                                                                              | 0                                                                              | 0                                                                              | 1                                                                              | 7                                                                              | 0                                                                              | 1                                                                              | 1                                                                              | 1                                                                              | ,                                                                              | 1                                                                              | 1                                                                              | 0                                                                              | 1                                                                              |
| 2                                                                              | 0                                                                              | 0                                                                              | 1                                                                              | 0                                                                              | 8                                                                              | 1                                                                              | 0                                                                              | 0                                                                              | 0                                                                              | /                                                                              | 1                                                                              | 1                                                                              | 1                                                                              | 1                                                                              |
| 3                                                                              | 0                                                                              | 0                                                                              | 1                                                                              | 1                                                                              | 9                                                                              | 1                                                                              | 0                                                                              | 0                                                                              | 1                                                                              | .                                                                              | 1                                                                              | 1                                                                              | 1                                                                              | 0                                                                              |
| 4                                                                              | 0                                                                              | 1                                                                              | 0                                                                              | 0                                                                              | EON                                                                            | 1                                                                              | 1                                                                              | 0                                                                              | 0                                                                              | -                                                                              | 1                                                                              | 0                                                                              | 1                                                                              | 0                                                                              |
| 5                                                                              | 0                                                                              | 1                                                                              | 0                                                                              | 1                                                                              | SEP                                                                            | 1                                                                              | 1                                                                              | 0                                                                              | 1                                                                              |                                                                                |                                                                                |                                                                                |                                                                                |                                                                                |

## Ablauf einer automatischen Verbindungsherstellung
Die AWD meldet ihre Funktionsbereitschaft mit der Meldeleitung M25; die Datenendeinrichtung (DEE) beobachtet die Meldeleitung M21 (Telefongespräch oder manuell aufgebaute Datenverbindung ist aktiv).
Bei einem Verbindungswunsch gibt die DEE über die Steuerleitung S21 den Befehl, die Übertragungsleitung zu belegen und wartet auf die Rückmeldung der AWD (M21, Übertragungsleitung belegt).
- Durch die Meldeleitung M22 im EIN-Zustand fordert die AWD eine Wählziffernkombination an.
- Die DEE legt diese an und gibt über die Steuerleitung S22 im EIN-Zustand den Befehl zur Übernahme.
- Die AWD schaltet die Meldeleitung M22 aus und wählt diese Ziffer; die DEE schaltet währenddessen ihre Steuerleitung S22 aus.
- Danach erfolgt der gleiche Ablauf bis zur Kombination EON, damit ist die Wählziffernübergabe beendet.

Nach Beendigung der Wahl sendet die AWD einen intermittierenden Kennton von 1300 Hz (0,5 s bis 0,7 s Dauer, 1,5 s bis 2 s Pause), um eine gewünschte Datenübertragung zu signalisieren.
Wird innerhalb der nächsten 10 s oder 30 s, vom Benutzer durch Umschalter auszuwählen, vom gerufenen Modem ein Antwortton von 2100 Hz empfangen, ist die Verbindung zustande gekommen. Die AWD simuliert den Druck einer Datentaste zur Modemanschaltung und meldet über die Schnittstelle M24, dass die gerufene Station angeschaltet ist.
Ohne Antwortton wird der Wahlversuch abgebrochen, die DEE erhält über die Schnittstelle M23 eine Meldung, dass die Wahl erfolglos war. Der weitere Ablauf der Datenübertragung wird durch die beteiligten Endgeräte durchgeführt.

## Alternativen zur parallelen Zeichenübergabe
Die CCITT veröffentlichte 1984 die Empfehlung V.25bis, die unter anderem die Funktion einer AWD nicht nur für asynchrone, sondern auch für zeichensynchrone (z. B. BSC) und bitsynchrone (z. B. HDLC) Datenübertragungen beschreibt und die seriellen Schnittstellenleitungen der Datenübertragung benutzt.
Eine serielle Befehlsübergabe an Modems gab es schon früher; die Firma Hayes hatte mit ihrem AT-Befehlssatz einen Quasi-Standard gesetzt, der aber keiner internationalen Norm entsprach. Andere Modemhersteller kopierten diesen Befehlssatz und verwendeten eigene Erweiterungen.
Viele der ursprünglichen Hayes-Kommandos wurden ab 1997 durch die ITU-T in der Empfehlung V.25ter (und Ergänzungen) beschrieben; diese wurde später in V.250 umbenannt. Heute sind die ITU-T Nummern von V.250-V.299: Control procedures reserviert für allgemeine Befehle zur Kontrolle von Datenübertragungsgeräten.
Da die V.25 bzw. RS-366 eine eigene Schnittstelle zum Verbindungsaufbau benötigte, gab es Umsetzer. Diese wandelten die parallelen Wahlbefehle in serielle um und konnten damit direkt in die Datenschnittstelle eingeschleift werden. Die zusätzliche Verbindung zum Verbindungsaufbau konnte damit entfallen.

## Bilder

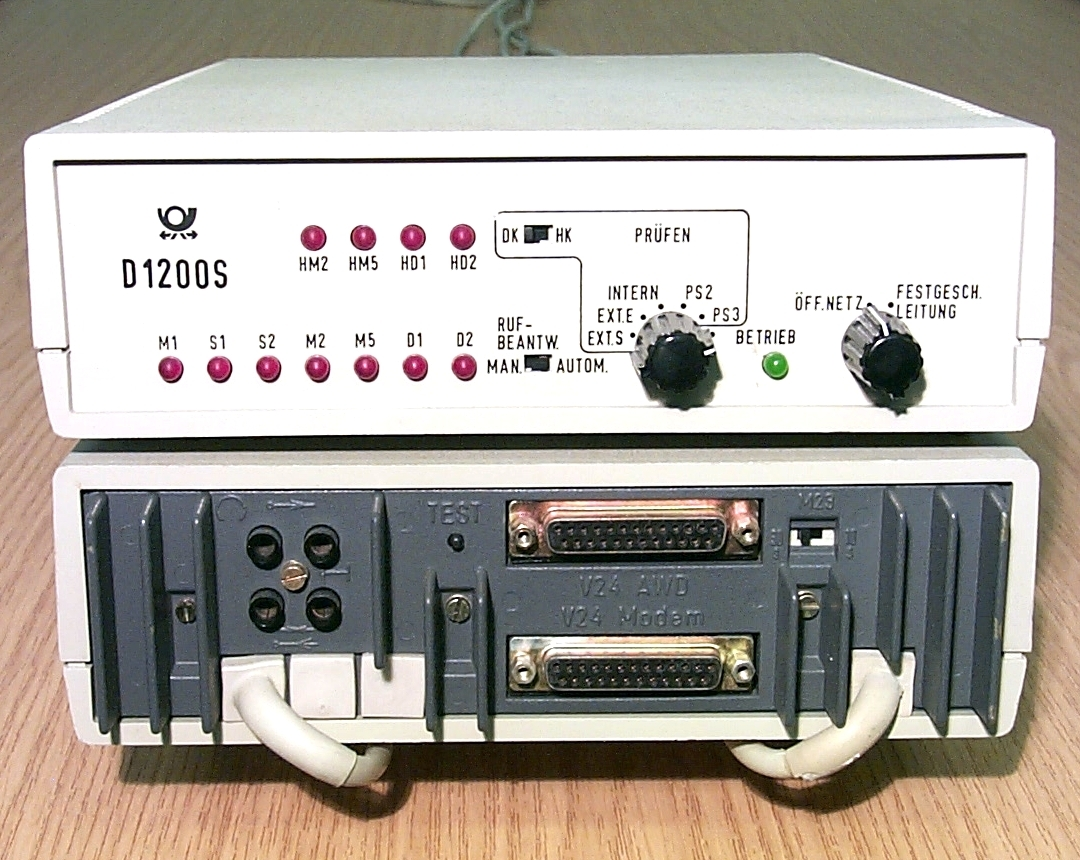
Modem mit integrierter AWD, mit Hinweis auf die verwendeten Schnittstellen und Wahlschalter auf die Wartezeit des Antworttones.
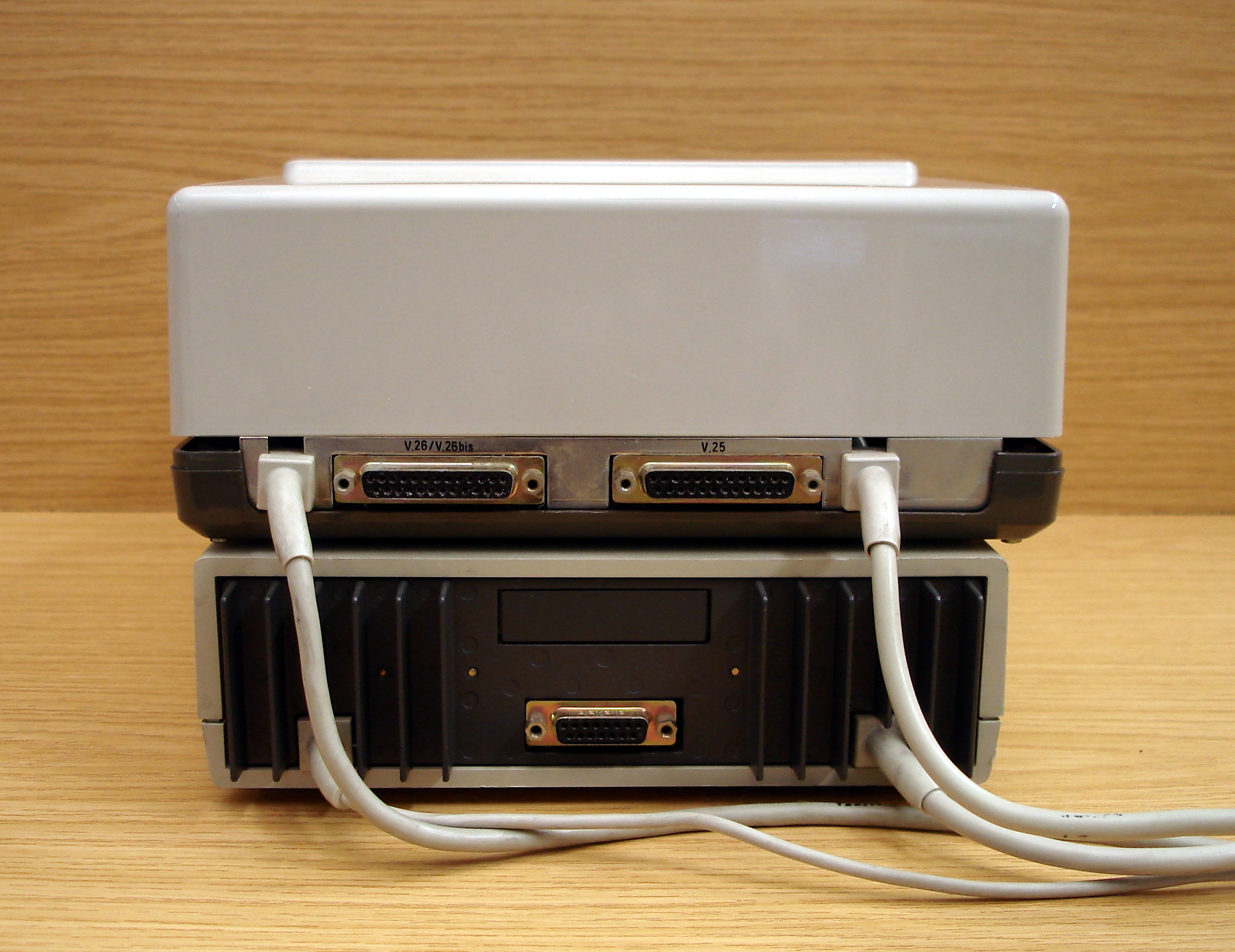
Datenfernschaltgerät DFG9600 UE-1 (oben), Rückseite mit Schnittstellen zur Datenübertragung und zur AWD. Das DFG UE-2 (unten) hat eine X.21-Schnittstelle, die neben der Datenübertragung eine eigene Wahlprozedur beinhaltet.
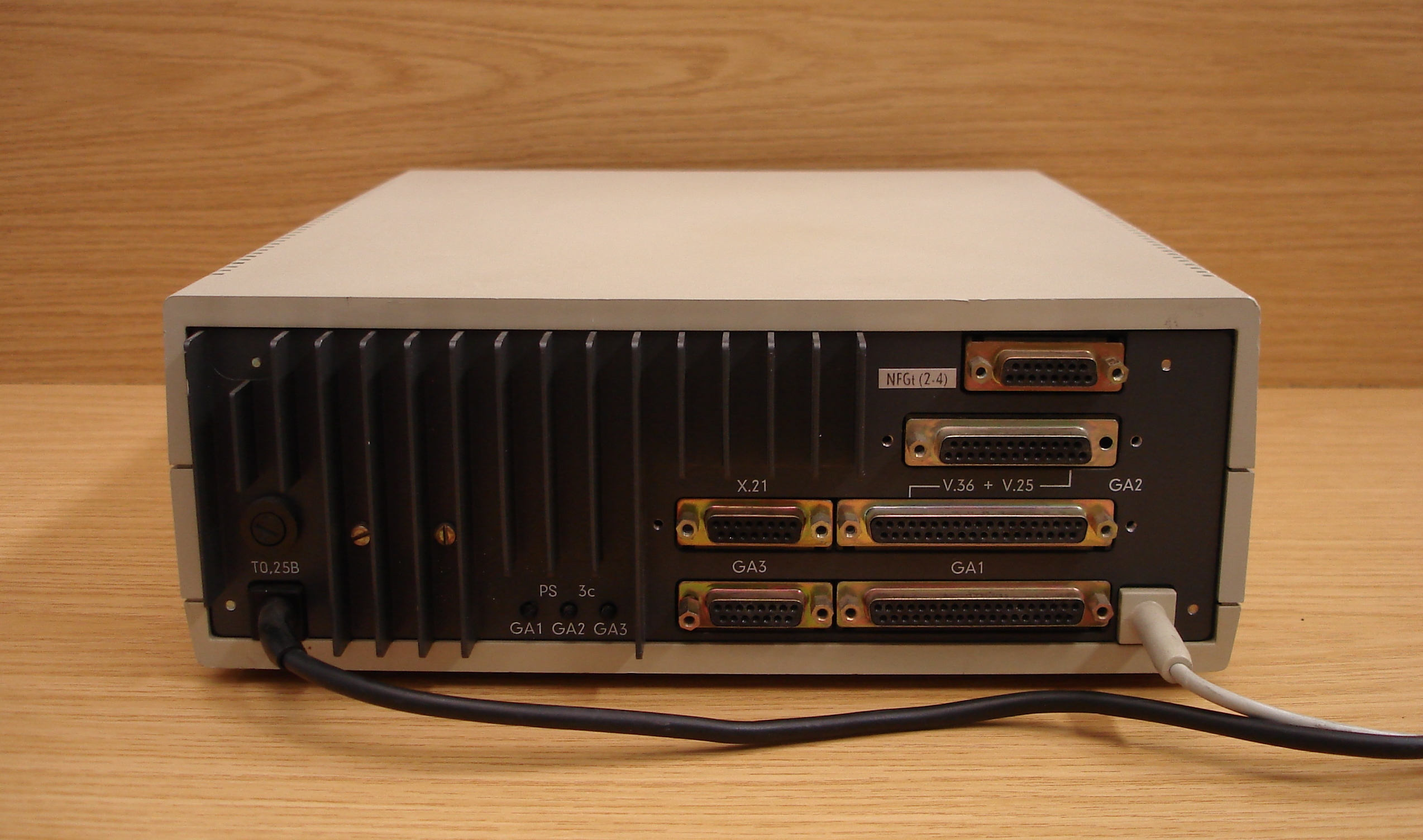
Datenfernschaltgerät NFGt64UE, Rückseite
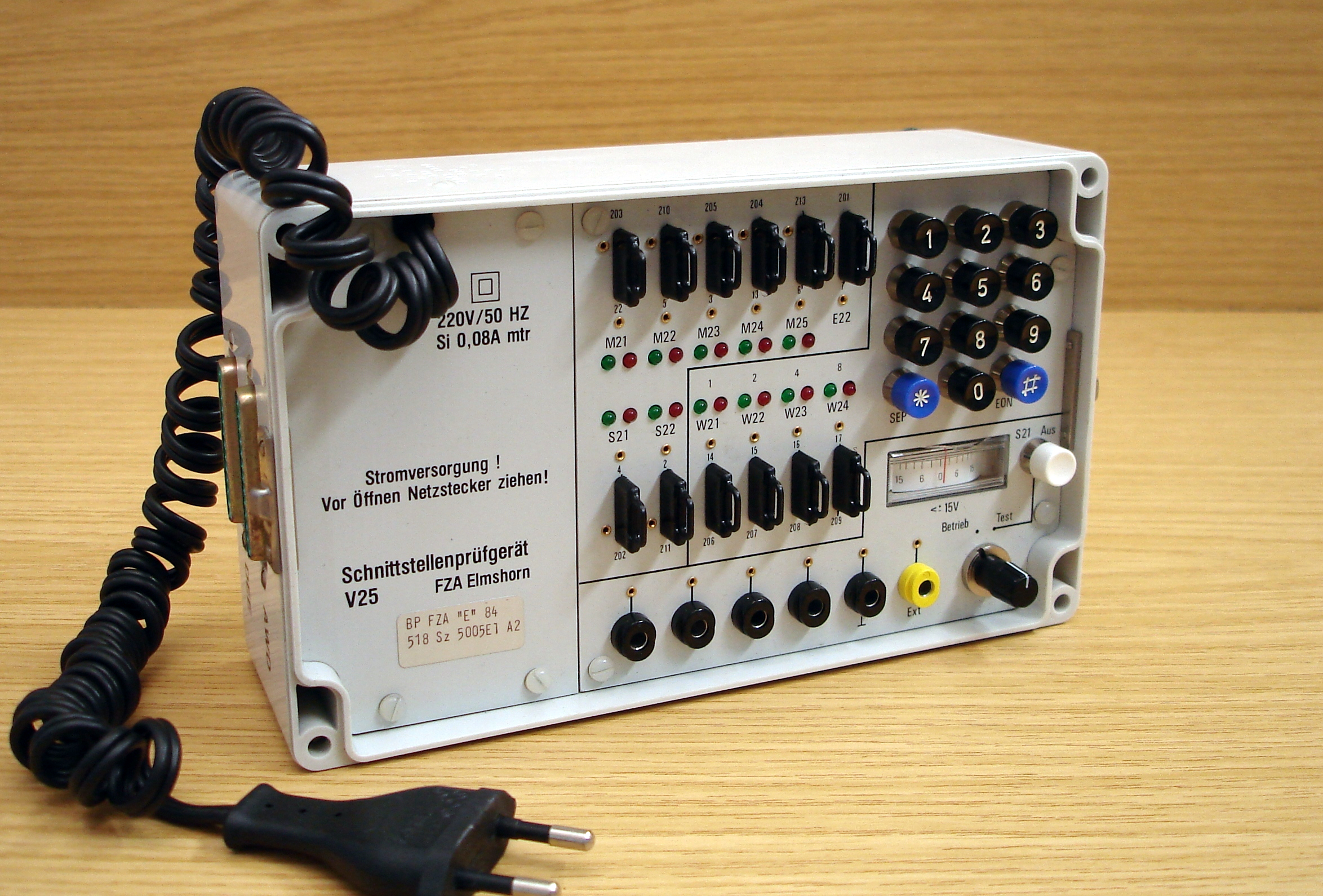
Prüfgerät der Deutschen Bundespost, gefertigt im FZA Elmshorn